# Længstlevende personer
 Denne artikel bør gennemlæses af en person med fagkendskab for at sikre den faglige korrekthed.

De længstlevende personer i historien er her opstillet i lister efter kategori.
Listerne beskæftiger sig kun med tilfælde, der anses for ubestridelige af eksempelvis Guinness Rekordbog eller Gerontology Research Group. Da troværdig dokumentation af fødselsdatoer er fremkommet forholdsvis sent og kun i visse dele af verden, er der mange påstande om høj alder, der ikke kan verificeres. Det er i moderne tid bekræftet at:
- 68 personer er fyldt 115 år (heraf én dansker), hvoraf
- 29 personer er fyldt 116 år (heraf blot en enkelt mand), hvoraf
- 12 personer er fyldt 117 år, hvoraf
- 4 personer har passeret alderen 118 år, hvoraf
- 3 personer har passeret alderen 119 år, hvoraf
- 1 person har passeret alderen 122 år.

Blandt de mest bemærkelsesværdige rekordindehavere kan nævnes følgende:
- Den længstlevende person nogensinde er franske Jeanne Calment (1875-1997), der døde 122 år og 164 dage gammel.
Hun er samtidig den hidtil eneste person, der har opnået at fylde 120, 121 og 122 år.
- Den hidtil længstlevende mand er japanske Jiroemon Kimura (1897-2013), der døde i en alder af 116 år og 54 dage (Jiroemon Kikura overtog rekorden som længstlevende mand i december 2012 fra danskfødte Christian Mortensen).
- Den første person, der er fyldt 115 år, hvor man med sikkerhed har kunnet bekræfte alderen, er tysk-amerikaneren Augusta Holtz, der fyldte 115 år d. 3. august 1986.
- Den første mand, der er fyldt 115 år, hvor man med sikkerhed har kunnet bekræfte alderen, er dansk-amerikaneren Christian Mortensen, der fyldte 115 år d. 16. august 1997.

## Personer, der har opnået at fylde 110 år
Den mandlige hollænder Geert Adriaans Boomgaard (1788-1899) regnes af mange for at være den første i verdenshistorien, der opnåede at fylde 110 år.. Langt de fleste over 110 år er dog kvinder, og den første kvinde over 110 år var engelske Margaret Ann Neve (1792-1903).[kilde mangler]
Pr. 30. november 2015 var der 52 personer, verificeret værende over 110 år, i live i verden..

## Historiens ældste personer
Dette er en liste over alle de personer, der har opnået at fylde 115 år.
Farven        angiver nulevende personer.
Listen senest efterset 28. august 2024
| Nr. | Navn                         | Køn    | Fødselsdato        | Dødsdato           | Alder              | Hjemland               |
| --- | ---------------------------- | ------ | ------------------ | ------------------ | ------------------ | ---------------------- |
| 1   | Jeanne Calment               | Kvinde | 21. februar 1875   | 4. august 1997     | 122 år og 164 dage | Frankrig               |
| 2   | Kane Tanaka                  | Kvinde | 2. januar 1903     | 19. april 2022     | 119 år og 107 dage | Japan                  |
| 3   | Sarah Knauss                 | Kvinde | 24. september 1880 | 30. december 1999  | 119 år og 97 dage  | USA                    |
| 4   | Lucile Randon                | Kvinde | 11. februar 1904   | 17. januar 2023    | 118 år og 340 dage | Frankrig               |
| 5   | Nabi Tajima                  | Kvinde | 4. august 1900     | 21. april 2018     | 117 år og 260 dage | Japan                  |
| 6   | Marie-Louise Meilleur        | Kvinde | 29. august 1880    | 16. april 1998     | 117 år og 230 dage | Canada                 |
| 7   | Violet Brown                 | Kvinde | 10. marts 1900     | 15. september 2017 | 117 år og 189 dage | Jamaica                |
| 8   | Emma Morano-Martinuzzi       | Kvinde | 29. november 1899  | 15. april 2017     | 117 år og 137 dage | Italien                |
| 9   | María Branyas Morera         | Kvinde | 4. marts 1907      | 19. august 2024    | 117 år og 168 dage | USA/Spanien            |
| 10  | Chiyo Miyako                 | Kvinde | 2. maj 1901        | 22. juli 2018      | 117 år og 81 dage  | Japan                  |
| 11  | Delphia Welford              | Kvinde | 9. september 1875  | 14. november 1992  | 117 år og 66 dage  | USA                    |
| 12  | Misao Okawa                  | Kvinde | 5. marts 1898      | 1. april 2015      | 117 år og 27 dage  | Japan                  |
| 13  | Francisca Celsa dos Santos   | Kvinde | 21. oktober 1904   | 5. oktober 2021    | 116 år og 349 dage | Brasilien              |
| 14  | María Capovilla              | Kvinde | 14. september 1889 | 27. august 2006    | 116 år og 347 dage | Ecuador                |
| 15  | Susannah Mushatt Jones       | Kvinde | 6. juli 1899       | 12. maj 2016       | 116 år og 311 dage | USA                    |
| 16  | Inah Cannabarro Lucas        | Kvinde | 8. juni 1908       |                    | 116 år og 310 dage | 🇧🇷Brasilien            |
| 17  | Gertrude Weaver              | Kvinde | 4. juli 1898       | 6. april 2025      | 116 år og 276 dage | 🇺🇸USA                  |
| 18  | Fusa Tatsumi                 | Kvinde | 25. april 1907     | 12.december 2023   | 116 år og 231 dage | 🇯🇵 Japan               |
| 19  | Antonia da Santa Cruz        | Kvinde | 13. juni 1905      | 23. januar 2022    | 116 år og 224 dage | 🇧🇷Brasilien            |
| 20  | Tomiko itooka                | Kvinde | 23. maj 1908       | 29. december 2024  | 116 år og 220 dage | Japan                  |
| 21  | Tane Ikai                    | Kvinde | 18. januar 1879    | 12.juli 1995       | 116 år og 175 dage | 🇯🇵Japan                |
| 22  | Jeanne Bot                   | Kvinde | 14. januar 1905    | 22. maj 2021       | 116 år og 128 dage | 🇫🇷 Frankrig            |
| 23  | Elizabeth Bolden             | Kvinde | 15. august 1890    | 11. december 2006  | 116 år og 118 dage | USA                    |
| 24  | Besse Cooper                 | Kvinde | 26. august 1896    | 4. december 2012   | 116 år og 100 dage | 🇺🇸USA                  |
| 25  | Maria Giuseppa Robucci       | Kvinde | 20.marts 1903      | 18. juni 2019      | 116 år og 90 dage  | 🇮🇹Italien              |
| 26  | Tekla Juniewicz              | Kvinde | 10. juni 1906      | 19. august 2022    | 116 år og 70 dage  | Polen                  |
| 27  | Jiroemon Kimura              | Mand   | 19. april 1897     | 12. juni 2013      | 116 år og 54 dage  | Japan                  |
| 28  | Ana María Vela Rubio         | Kvinde | 29. oktober 1901   | 15. december 2017  | 116 år og 47 dage  | Spanien                |
| 29  | Giuseppina Projetto          | Kvinde | 30. maj 1902       | 6. juli 2018       | 116 år og 37 dage  | Italien                |
| 30  | Jeralean Talley              | Kvinde | 23. maj 1899       | 17. juni 2015      | 116 år og 25 dage  | USA                    |
| 31  | Edie Ceccarelli              | Kvinde | 5. februar 1908    | 22. februar 2024   | 116 år og 17 dage  | USA                    |
| 32  | Ella Miller                  | Kvinde | 6. december 1884   | 21. november 2000  | 115 år og 351 dage | USA                    |
| 33  | Shigeyo Nakachi              | Kvinde | 1. februar 1905    | 11. januar 2021    | 115 år og 345 dage | Japan                  |
| 34  | Maggie Barnes                | Kvinde | 6. marts 1882      | 19. januar 1998    | 115 år og 319 dage | USA                    |
| 35  | Dina Manfredini              | Kvinde | 4. april 1897      | 17. december 2012  | 115 år og 257 dage | Italien/USA            |
| 36  | Shimoe Akiyama               | Kvinde | 19. maj 1903       | 29. januar 2019    | 115 år og 255 dage | Japan                  |
| 37  | Christian Mortensen          | Mand   | 16. august 1882    | 25. april 1998     | 115 år og 252 dage | Danmark/USA            |
| 38  | Hester Ford                  | Kvinde | 15. august 1905    | 17. april 2021     | 115 år og 245 dage | USA                    |
| 39  | Charlotte Hughes             | Kvinde | 1. august 1877     | 17. marts 1993     | 115 år og 228 dage | Det Forenede Kongerige |
| 40  | Edna Parker                  | Kvinde | 20. april 1893     | 26. november 2008  | 115 år og 220 dage | USA                    |
| 41  | Mary Ann Rhodes              | Kvinde | 12. august 1882    | 3. marts 1998      | 115 år og 203 dage | Canada                 |
| 42  | Anonym                       | Kvinde | 15. marts 1900     | 27. september 2015 | 115 år og 196 dage | Japan                  |
| 43  | Margaret Skeete              | Kvinde | 27. oktober 1878   | 7. maj 1994        | 115 år og 192 dage | USA                    |
| 44  | Magdalene Oliver Gabarro     | Kvinde | 31. oktober 1903   | 1. maj 2019        | 115 år og 182 dage | USA                    |
| 45  | Bernice Madigan              | Kvinde | 24. juli 1899      | 3. januar 2015     | 115 år og 163 dage | USA                    |
| 46  | Gertrude Baines              | Kvinde | 6. april 1894      | 11. september 2009 | 115 år og 158 dage | USA                    |
| 47  | Emiliano Mercado del Toro    | Mand   | 21. august 1891    | 24. januar 2007    | 115 år og 156 dage | Puerto Rico            |
| 48  | Bettie Wilson                | Kvinde | 13. september 1890 | 13. februar 2006   | 115 år og 153 dage | USA                    |
| 49  | Shin Matsushita              | Kvinde | 30. marts 1904     | 27. august 2019    | 115 år og 150 dage | Japan                  |
| 50  | Iris Westman                 | Kvinde | 28. august 1905    | 3. januar 2021     | 115 år og 128 dage | USA                    |
| 51  | Julie Winnefred Bertrand     | Kvinde | 16. september 1891 | 18. januar 2007    | 115 år og 124 dage | Canada                 |
| 52  | Maria de Jesus               | Kvinde | 10. september 1893 | 2. januar 2009     | 115 år og 114 dage | Portugal               |
| 53  | Marie-Josephine Gaudette     | Kvinde | 25. marts 1902     | 13. juli 2017      | 115 år og 110 dage | USA/Italien            |
| 54  | Thelma Sutcliffe             | Kvinde | 1. oktober 1906    | 17. januar 2022    | 115 år og 108 dage | USA                    |
| 55  | Susie Gibson                 | Kvinde | 31. oktober 1890   | 16. februar 2006   | 115 år og 108 dage | USA                    |
| 56  | Edna Kern                    | Kvinde | 14. oktober 1900   | 20. januar 2016    | 115 år og 98 dage  | USA                    |
| 57  | Elizabeth Francis            | Kvinde | 25. juli 1909      | 22. oktober 2024   | 115 år og 89 dage  | USA                    |
| 58  | Casilda Benegas Gallego      | Kvinde | 8. april 1907      | 28. juni 2022      | 115 år og 81 dage  | Paraguay · Argentina   |
| 59  | Augusta Holtz                | Kvinde | 3. august 1871     | 21. oktober 1986   | 115 år og 79 dage  | Tyskland/USA           |
| 60  | Valentine Ligny              | Kvinde | 22. oktober 1906   | 4. januar 2022     | 115 år og 74 dage  | Frankrig               |
| 61  | Hendrikje van Andel-Schipper | Kvinde | 29. juni 1890      | 30. august 2005    | 115 år og 62 dage  | Nederlandene           |
| 62  | Bessie Hendricks             | Kvinde | 7. november 1907   | 3. januar 2023     | 115 år og 57 dage  | USA                    |
| 63  | Maude Farris-Luse            | Kvinde | 21. januar 1887    | 18. marts 2002     | 115 år og 56 dage  | USA                    |
| 64  | Mina Kitagawa                | Kvinde | 3. november 1905   | 19. december 2020  | 115 år og 46 dage  | Japan                  |
| 65  | Marie Brémont                | Kvinde | 25. april 1886     | 6. juni 2001       | 115 år og 42 dage  | Frankrig               |
| 66  | Yoshi Otsunari               | Kvinde | 17. december 1906  | 26. januar 2022    | 115 år og 40 dage  | Japan                  |
| 67  | Koto Okubo                   | Kvinde | 24. december 1897  | 12. januar 2013    | 115 år og 19 dage  | Japan                  |
| 68  | Antonia Gerena Rivera        | Kvinde | 19. maj 1900       | 2. januar 2015     | 115 år og 14 dage  | USA                    |
| 69  | Chiyono Hasegawa             | Kvinde | 20. november 1896  | 2. december 2011   | 115 år og 12 dage  | Japan                  |
| 70  | Annie Jennings               | Kvinde | 12. november 1884  | 20. november 1999  | 115 år og 8 dage   | Det Forenede Kongerige |
| 71  | Anonym                       | Kvinde | 29. april 1907     | 30. april 2022     | 115 år og 1 dage   | Japan                  |
| 72  | Ethel Caterham               | Kvinde | 24. august 1909    |                    | 115 år og 236 dage | Det Forenede Kongerige |

## Historiens 12 ældste mænd
Farven        angiver nulevende personer.
Listen senest efterset 4. april 2024
| Nr. | Navn                      | Fødselsdato        | Dødsdato           | Alder              | Hjemland     |
| --- | ------------------------- | ------------------ | ------------------ | ------------------ | ------------ |
| 1   | Jiroemon Kimura           | 19. april 1897     | 12. juni 2013      | 116 år og 54 dage  | Japan        |
| 2   | Christian Mortensen       | 16. august 1882    | 25. april 1998     | 115 år og 252 dage | Danmark/USA  |
| 3   | Emiliano Mercado del Toro | 21. august 1891    | 24. january 2007   | 115 år og 156 dage | Puerto Rico  |
| 4   | Juan Vicente Perez Mora   | 27. maj 1909       | 2. april 2024      | 114 år og 311 dage | Venezuela    |
| 5   | Mathew Beard              | 9. juli 1870       | 16. february 1985  | 114 år og 222 dage | USA          |
| 6   | Walter Breuning           | 21. september 1896 | 14. april 2011     | 114 år og 205 dage | USA          |
| 7   | Yukichi Chuganji          | 23. march 1889     | 28. september 2003 | 114 år og 189 dage | Japan        |
| 8   | Joan Riudavets            | 15. december 1889  | 5. march 2004      | 114 år og 81 dage  | Spanien      |
| 9   | Fred H. Hale, Sr.         | 1. december 1890   | 19. november 2004  | 113 år og 354 dage | USA          |
| 10  | Yisrael Kristal           | 15. september 1903 | 11. august 2017    | 113 år og 330 dage | Polen/Israel |
| 11  | Johnson Parks             | 15. oktober 1884   | 17. juli 1998      | 113 år og 275 dage | USA          |
| 12  | Masazo Nonaka             | 25. juli 1905      | 20. januar 2019    | 113 år og 180 dage | Japan        |

## De ældste nulevende personer
De 8 af de ældste nulevende mennesker er kvinder.
| Nr. | Navn                  | Køn    | Fødselsdato        | Alder pr. 14. april 2025 | Hjemland         |
| --- | --------------------- | ------ | ------------------ | ------------------------ | ---------------- |
| 1   | Inah Canabarro Lucas  | Kvinde | 8. juni 1908       | 116 år og 341 dage       | 🇧🇷 Brasilien     |
| 2   | Ethel Caterham        | Kvinde | 21. august 1909    | 115 år og 236 dage       | 🇬🇧Storbritannien |
| 3   | Okagi Hayashi         | Kvinde | 2. september 1909  | 115 år og 224 dage       | 🇯🇵Japan          |
| 4   | Marie-Rose Tessier    | Kvinde | 21. maj 1910       | 114 år og 328 dage       | 🇫🇷Frankrig       |
| 5   | Mine Kondō            | Kvinde | 1. september 1910  | 114 år og 225 dage       | 🇯🇵Japan          |
| 6   | Naomi Whitehead       | Kvinde | 26. september 1910 | 114 år og 200 dage       | 🇺🇸USA            |
| 7   | Izabel Rosa Pereira   | Kvinde | 13. oktober 1910   | 114 år og 183 dage       | 🇧🇷Brasilien      |
| 8   | Lucia Laura Sangenito | Kvinde | 22. november 1910  | 114 år og 143 dage       | 🇮🇹 Italien       |

## Danske rekorder
Listen senest efterset 30. april 2022.
- Den ældste dansker nogensinde er Christian Mortensen, der tillige er nævnt ovenfor. Han var tillige den første kendte danskfødte person til at fylde 111 år, og endvidere havde han i godt 15 år i perioden fra d. 27. marts 1997 og indtil d. 28. december 2012 rekorden som den ældste mand i verden, der nogensinde havde levet.
- Den ældste person, der nogensinde har boet i Danmark, var Karla Lindholm Jensen, der var født 7. maj 1908, og som døde d. 10. december 2020 i en alder af 112 år og 217 dage.
- Ellen Adelaide Brandenborg, der var født 7. januar 1906[41] og som døde d. 22. juli 2017[42] i en alder af 111 år og 196 dage var den sidste tilbageværende dansker, der havde levet mens Christian IX stadig var konge af Danmark og før sin død var hun tillige den ældste levende person fra de nordiske lande samt anerkendt som en af de 70 ældste mennesker i live i verden, hvis fødselsår kunne dokumenteres med nogenlunde sikkerhed.
- Den ældste mand, der til dato har boet i Danmark, var Jens Peter Westergaard, der er født 26. april 1914 og som døde d. 23. juli 2024 i en alder af 110 år og 88 dage.
- Den ældste nulevende dansker er Kirsten Schwalbe , der er født 10. marts 1914[43] og dermed 111 år og 35 dage gammel.
- Den hidtil ældste færing nogensinde, mandlige Theodor Thomassen, der er født 28. oktober 1908 og død den 9. marts 2016 i en alder af 107 år og 133 dage.[44][45]
- Den hidtil ældste grønlænder er Agnethe Fencker, født 24. oktober 1910 og død 7. april 2013 i en alder af 102 år og 165 dage[46][47].
- Den sidste dansker, der havde levet tilbage mens Frederik VII stadig var konge af Danmark, menes at være Andreas Matthiesen Hansen, der var født i Møgeltønder[48] (beliggende i en af de kongerigske enklaver), d. 1. september 1863 og som døde i Tønder d. 21. marts 1970 i en alder af 106 år og 201 dage.
- Den første i Danmark bosiddende person, hvorom det er sikkert dokumenteret, at vedkommende har passeret de 110 år, var Anne Matthiesen, der fyldte 110 år d. 26. november 1994. Anne Matthiesen døde d. 19. marts 1996 i en alder af 111 år og 114 dage. Fra d. 20. august 1994 og indtil d. 1. maj 2017 besad hun endvidere rekorden som den ældste person, der nogensinde havde været registreret som bosiddende i Danmark.
- Det eneste tidsrum, hvor der samtidigt har været tre 110-årige registreret som bosiddende i Danmark var fra d. 16. marts 2016 og til den 18. marts 2016. hvor Signe Højer, Gerda Muff og Ellen Adelaide Brandenborg (se ovenfor) alle tre havde opnået alderen 110 år. Gerda Muff fyldte 110 år d. 16. marts og Signe Højer døde d. 18. marts.